# 许景先
许景先（677年—730年9月25日），名杲，字景先，以字行，常州义兴（今江苏宜兴）人，后迁居洛阳。唐朝诗人、文学家、官员。

## 家世
出身高阳许氏。
- 曾祖：许世绪，散骑常侍、封真定郡公。
- 祖父：许行师，潞州别驾。
- 父亲：许义均，秋浦令，赠左司郎中。生许景先、许景休。

## 生平
许景先十八岁丧父，弱冠应贤良方正科，举进士，被授予陕州夏县县尉。又因母丧去职。神龙初年（705年），唐中宗在东都洛阳修建圣善寺报慈阁，许景先献上《大像阁赋》，文章优美，兵部尚书李迥秀向中宗推荐，遂下特诏授予他左拾遗官爵。后因奏事触怒执政者，被贬为滑州司士参军，历任扬府兵曹参军、左补阙、侍御史、职方员外郎、给事中。
开元八年（720年），许景先上书劝谏唐玄宗停止宴射，以节省财政，玄宗采纳，升迁他为中书舍人，与齐浣、王丘、韩休、张九龄同事，替皇帝掌管制诰。又受命撰《睿宗皇帝集序》。中书令张说称赞他说：“许舍人的文章，虽无峻峰激流崭绝之势，但是词语丰美，得中和之气，亦一时之秀也。”此后升任御史中丞、吏部侍郎。
开元十年（722年），伊水、汝水泛滥，冲毁百姓房屋，溺死者很多。许景先向侍中源乾曜请求赈灾，源乾曜上奏玄宗，于是户部尚书陆象先被派往灾区赈济灾民。
开元十三年（725年），玄宗令宰相们推举官员出任各州刺史，许景先等十一人入选，由吏部侍郎出任虢州刺史，后转岐州刺史，不久入朝任工部侍郎兼知制诰。又迁任吏部侍郎，开元十八年八月九日（730年9月25日）终于京兆府宣阳坊府第，年五十四。有子奉礼郎许孚。

## 延伸阅读
[在维基数据编辑]
 《舊唐書/卷190中》，出自刘昫《舊唐書》
 《新唐書·卷128》，出自《新唐書》